# Ste. Catherine Communal Cemetery
Ste. Catherine Communal Cemetery is een begraafplaats gelegen in de Franse plaats Sainte-Catherine (Pas-de-Calais) (Pas-de-Calais). De militaire graven worden onderhouden door de Commonwealth War Graves Commission.
De begraafplaats telt 7 geïdentificeerde Gemenebest graven uit de Tweede Wereldoorlog.